# Franz Kiebitz

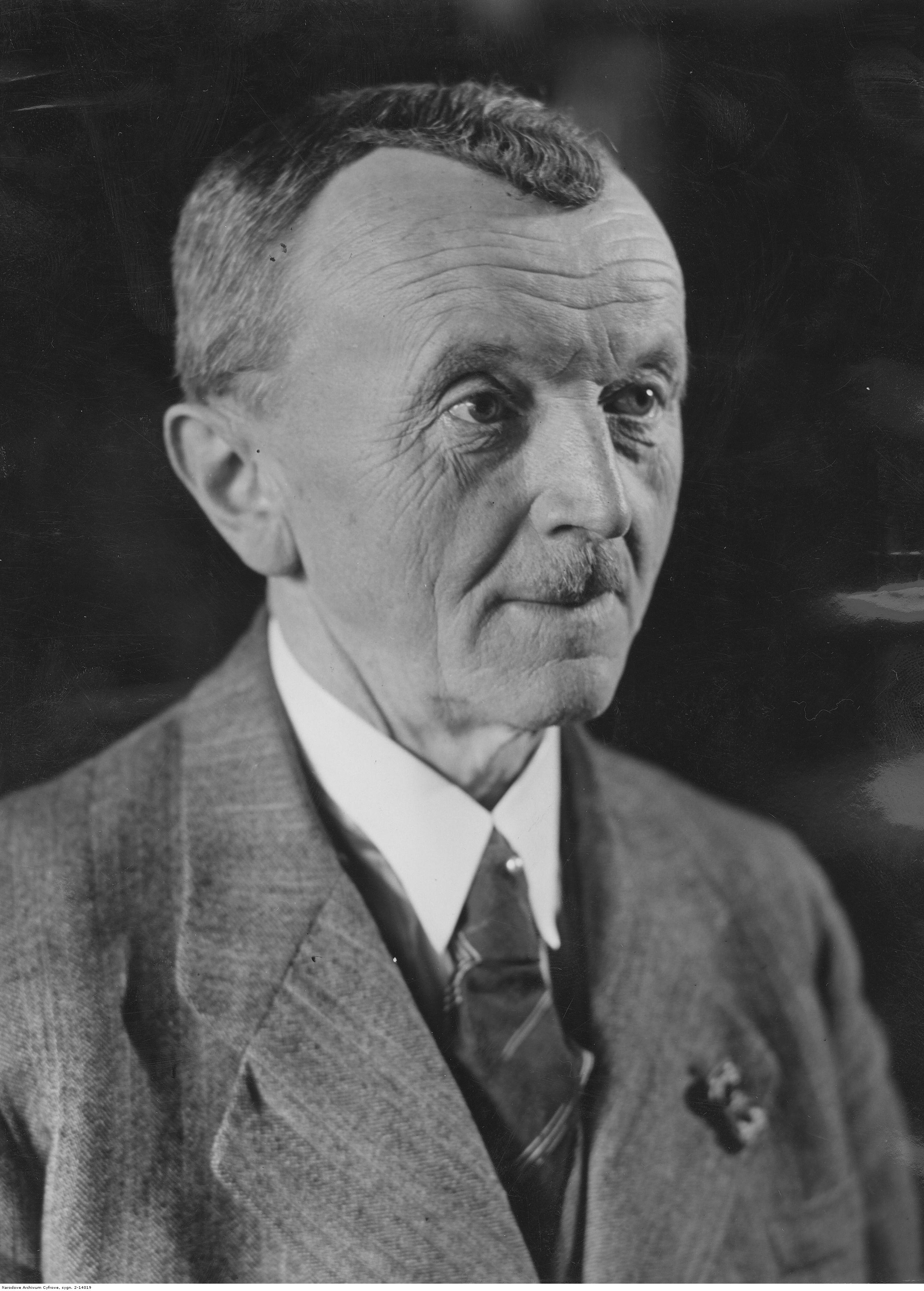
Franz Kiebitz

Franz Kiebitz (* 20. Juni 1878 in Bautzen; † 30. Juni 1962) war ein deutscher Hochfrequenztechniker.

## Leben
Der Sohn des Realschul-Professors Gustav Kiebitz (1838–1898) wurde 1887, nach dreijähriger Vorbereitungsschule, an der Realschule aufgenommen und besuchte 1893–1896 die Obersecunda des Königlichen Realgymnasiums in Zittau. In Leipzig studierte er Mathematik, Physik und Chemie. Michaelis 1889 wurde er Assistent bei Paul Drude, dem er Ostern 1900 nach Gießen folgte. Hier wurde er im nächsten Jahr mit seiner Dissertation über „Elektrische Schwingungen eines stabförmigen Leiters“ promoviert.
Er arbeitete zunächst beim Physikalischen Verein in Frankfurt am Main und wurde 1905 Assistent von Drude am Physikalischen Institut der Universität Berlin. Nach Drudes Tod im Sommer 1906 trat Kiebitz, als Nachfolger von Seibis, in den Dienst des Reichspostamtes und übernahm im Telegraphen-Versuchsamt die Stelle eines Telegrapheningenieurs für Funkentechnik. Das seinerzeit in der drahtlosen Telegrafie vorherrschende „Bastlertum“ ersetzte er durch exakte wissenschaftliche Arbeits- und Messmethoden. 1907 habilitierte er sich an der Universität Berlin mit einer Arbeit über „Interferenzversuche mit freien Hertzschen Wellen“. Er untersuchte die Richtwirkung von Erdantennen und leistete damit die Vorarbeiten für die heutigen Langdraht-Antennen. Um 1912 gab es einen Prioritätsstreit mit Ludwig Zehnder.
Während des Ersten Weltkrieges war er als Hauptmann im Stabe des Chefs der Feldtelegraphie beim Oberbefehlshaber Ost Leiter des funktelegraphischen Aufklärungsdienstes an der gesamten Ostfront. Danach entwickelte er bei der Technischen Abteilung für Funkgeräte (Tafunk) einen funktelegraphischen Kursweiser nach dem A-N-Leitstrahlverfahren (zunächst noch ohne Kenntnis der Patente von Otto Scheller) und ein auf demselben Prinzip beruhendes Geheim-Telegraphierverfahren.
Als 1921 die technischen Dienststellen der Reichspost im Telegraphischen Reichsamt (TRA) zusammengefasst wurden, übernahm Kiebitz die Leitung der Versuchsabteilung, wo Heinrich Pauli zu seinen Mitarbeitern zählte. Als 1927 Telegraphische Reichsamt im Reichspostzentralamt (RPZ) aufging, wurde Kiebitz Dirigent der Funkabteilung (VI).
Im August 1928 war er mit Friedrich Weichart auf Funkübung der Reichswehr bei Dillingen (Donau), Nördlingen, Dinkelsbühl, Aalen und Crailsheim. Kurz vor Weihnachten 1929 leitete er in Mellen-Saalow Antennenversuche mit Albrecht Gothe (* 1892), um die Nützlichkeit von Halbwellenantennen zu erforschen.

## Veröffentlichungen
- Über die elektrischen Schwingungen eines stabförmigen Leiters. Dissertation. Gießen 1901. (mit Lebenslauf).
- Über ein kurzes Glyzerinbarometer. 1903.
- Einige Versuche über schnelle kontinuierliche Schwingungen. 1909.
- Schwingungskreise. Die vollständige Lösung der Differentialgleichungen zweier magnetisch gekoppelter, konstant gedämpfter elektrischer Schwingungskreise. In: Annalen der Physik. 40/1910, S. 138–156.
- Neue Versuche mit Sendeantennen.
- Versuche über Abstimmung von Richtantennen bei kurzen Wellen.
- Eine neue Methode zur Messung von Kopplungsgraden und Induktionsgrößen. 1914.
- Über die Geschichte der Erdantennen. 1912.
- Über Ausbreitungsvorgänge und Empfangsstörungen in der Funkentelegraphie. 1923.
- Drahtlose Telegraphie und Telephonie. 1924.
- Zur Erforschung der Ausbreitung elektrischer Wellen. In: Polytechnisches Journal. 343, 1928, S. 53–58.
- Die elektrischen Wellen. 1929.
- Das Telegraphenversuchsamt und seine Überleitung in das Telegraphentechnische Reichsamt. 1929.
- Nikola Tesla als Wegbereiter der drahtlosen Telegraphie. 1937.